# Goodbye (Cream)
Goodbye is een album uit 1969 van de Engelse rockband Cream. Het is het vierde en laatste studioalbum van de band en is de opvolger van Wheels of Fire (1968). 
Het album werd uitgegeven nadat Bruce, Baker en Clapton de band in november 1968 hadden opgeheven.

## Tracks
1. "I'm So Glad" - 9:11
2. "Politician" - 6:19
3. "Sitting on Top of the World" - 5:01
4. "Badge" - 2:45
5. "Doing That Scrapyard Thing" - 3:14
6. "What a Bringdown" - 3:56

## Personeel
- Ginger Baker – drums, zang
- Jack Bruce – basgitaar, piano, zang, mondharmonica
- Eric Clapton – leadgitaar, zang
- Felix Pappalardi – basgitaar